# Artem Fedetskiy
Artem Fedetskyi (en ucraniano: Артем Андрійович Федецький; nacido el 26 de abril de 1985, Novovolynsk, RSS de Ucrania, Unión Soviética) es un futbolista ucraniano que juega como defensor derecho para el FC Dnipró en la Liga Premier de Ucrania. En la temporada 2008-09, jugó en el Shajtar Donetsk, después de haber llegado al Shakhtar en la temporada de verano de 2008, transferido desde FC Járkov.

## Honores
Después de jugar un partido en casa el domingo 17 de agosto de 2008, en contra de sus rivales  Metalist Járkov en el que Shaktar atadas 2:2, Fedetskiy fue nombrado por la UA-Football como el mejor mediocampista derecho de la quinta ronda en la Liga Premier de Ucrania. 
Él también anotó un gol ante el Galatasaray SK Karpaty y después de que llegó a meta UEFA Europa League fase de grupos.